# Another's Arms
"Another's Arms" é uma canção pela banda britânica de rock alternativo Coldplay. É a sexta faixa do sexto álbum de estúdio da banda, Ghost Stories (2014). Ela foi escrita, produzida e gravada pelo Coldplay, com co-produção por Daniel Green, Paul Epworth e Rik Simpson. A canção estreou no número 70 na UK Singles Chart, número 74 na Irlanda e número 52 na Suíça.

## Composição
Duração de três minutos e 54 segundos, "Another's Arms" apresenta um arranjo de guitarras, cordas, "chaves sussurando", bateria, um "espectro feminino", que "canta dentro e fora de foco" e Chris Martin nos vocais. A canção contém uma amostra vocal de "Silver Chord" por Jane Weaver.

## Recepção
Escritor da Billboard, Jason Lipshutz chamou "Another's Arms" de "uma jóia de composição", embora encontrei o arranjo "flat". Josh Modell do The A.V. Club sentiu que era "cru". Consequence of Sound disse que a canção era a "oferta mais bem trabalhada" de Ghost Stories.

## Equipe
Créditos são adaptados do encarte de Ghost Stories.
| Coldplay - Guy Berryman – violão - Jonny Buckland – guitarra elétrica, teclado, piano, slide guitar - Will Champion – bateria, caixa de ritmos, coral - Chris Martin – voz principal, violão acústico, piano, teclado Músicos adicionais - John Metcalfe – arranjamento de cordas, condutor | Equipe técnica - Paul Epworth – produção - Coldplay – produção - Daniel Green – produção - Rik Simpson – produção - Mark "Spike" Stent – mixagem - Geoff Swan – assistente de mixagem - Ted Jensen – master tape - Olga Fitzroy – engenheiro - Matt Wiggins – engenheiro - Jaime Sickora – engenheiro - Chris Owens – engenheiro - Joe Visciano – engenheiro | - Tom Bailey – assistência adicional - Fiona Cruickshank – assistência adicional - Nicolas Essig – assistência adicional - Jeff Gartenbaum – assistência adicional - Christian Green – assistência adicional - Joseph Hartwell Jones – assistência adicional - Pablo Hernandez – assistência adicional - Neil Lambert – assistência adicional - Matt McGinn – assistência adicional - Adam Miller – assistência adicional - Roxy Pope – assistência adicional - John Prestage – assistência adicional - Bill Rahko – assistência adicional - Kyle Stevens – assistência adicional - Dave Holmes – administrador |

## Paradas
| Paradas (2014)                 | Melhor posição |
| ------------------------------ | -------------- |
| França (SNEP)                  | 83             |
| Indonésia (Music Weekly Asia)  | 25             |
| Irlanda (IRMA)                 | 74             |
| Malásia (Music Weekly Asia)    | 29             |
| Suíça (Schweizer Hitparade)    | 52             |
| Reino Unido (UK Singles Chart) | 70             |